# Roncus duboscqi
Roncus duboscqi är en spindeldjursart som beskrevs av Max Vachon 1937. Roncus duboscqi ingår i släktet Roncus och familjen helplåtklokrypare. Inga underarter finns listade i Catalogue of Life.